# Jens Klingmann
Pas d'image ? Cliquez ici
Jens Klingmann, (né le 16 juillet 1990) à Heidelberg en Allemagne est un pilote de course automobile internationale allemand.

## Palmarès

### Résultats aux24 Heures de Daytona
| Année | Écurie            | Copilotes                                                  | Voiture     | Classe | Tours | Pos. | Class Pos. |
| ----- | ----------------- | ---------------------------------------------------------- | ----------- | ------ | ----- | ---- | ---------- |
| 2015  | BMW Team RLL      | John Edwards Lucas Luhr Graham Rahal                       | BMW Z4 GTLM | GTLM   | 701   | 14e  | 4e         |
| 2016  | Turner Motorsport | Bret Curtis Ashley Freiberg (en) Marco Wittmann            | BMW M6 GT3  | GTD    | 628   | 48e  | 19e        |
| 2017  | Turner Motorsport | Justin Marks Maxime Martin Jesse Krohn                     | BMW M6 GT3  | GTD    | 628   | 25e  | 8e         |
| 2018  | Turner Motorsport | Mark Kvamme Cameron Lawrence (en) Martin Tomczyk Don Yount | BMW M6 GT3  | GTD    | 733   | 34e  | 14e        |
| 2019  | Turner Motorsport | Dillon Machavern Bill Auberlen Robby Foley                 | BMW M6 GT3  | GTD    | 560   | 26e  | 10e        |
| 2020  | Turner Motorsport | Dillon Machavern Bill Auberlen Robby Foley                 | BMW M6 GT3  | GTD    | 763   | 23e  | 6e         |